# Молода Україна (партія)
Політична партія «Молода Україна» — українська політична партія, зареєстрована Мінюстом 9 липня 1999 р.

## Історія
В 1996 р. в Києві було створено Об'єднання «Молода Україна». В 1997 р. воно взяло участь у створенні передвиборчого блоку «Вперед, Україно». В 1998 р. об'єднання відновилося від ідеї про необхідність створення власної політичної партії.
З'їзд нової партії під назвою «Молода Україна» відбувся 16 квітня 1999-го. В його роботі взяли участь делегати від 20 областей України та міста Києва. На з'їзді прийняли Статут та Програму партії, Головою партії обраний Доній Олександр Сергійович, першим Заступником і головою Секретаріату — Сивачок Олександр Миколайович.
9 липня 1999-го партія зареєстрована Міністерством юстиції України і отримала свідоцтво про реєстрацію № 1197.
17 грудня 1999-го відбувся II-й позачерговий з'їзд політичної партії. В його роботі взяли участь делегати від 16 областей України, міст Києва, Севастополя та АР Крим. На з'їзді головою партії обрали Голубченка Анатолія Костянтиновича, заступником — Збітнєва Юрія Івановича, Головою Секретаріату — Міненка Михайла Анатолійовича. З моменту проведення позачергового з'їзду в кілька десятків разів збільшилась чисельність партії, створені десятки місцевих осередків.
29 серпня 2001 р. Міністерством юстиції України зареєстрована партійна символіка, партійний прапор, партійне гасло і видано свідоцтво про їх реєстрацію № 415. 29 грудня 2001 р. VI-м З‘їздом партії Головою партії «Молода Україна» обрано Карандєєва Ростислава Володимировича — депутата Київради. 21 лютого 2004-го Карандєєв Р. В. на засіданні Головної Ради партії пішов у відставку. Головна Рада поклала виконання обов'язків Голови партії на Голову Секретаріату — Анатолія Коноваленка. 17 квітня 2004-го на VIII-му з‘їзді Головою партії обрано Коноваленка Анатолія Івановича.